# Romeo Romei (U-Boot)
Die Romeo Romei (NATO-Kennung S 529) ist das vierte für die italienische Marine gebaute U-Boot der Klasse 212 A.

## Geschichte
Die Romeo Romei ist das zweite Boot des zweiten italienischen Bauloses der Klasse, die nach dem ersten Boot Salvatore Todaro in Italien auch Salvatore-Todaro-Klasse genannt wird. Das Boot Romeo Romei wurde im Rahmen eines deutsch-italienischen Gemeinschaftsprojekts am 9. September 2010 auf der Fincantieri-Werft in Muggiano bei La Spezia auf Kiel gelegt. Der Stapellauf erfolgte am 4. Juli 2015, die Übergabe an die Marine am 11. Mai 2017.
Heimathafen des Bootes Romeo Romei ist Tarent.

## Namensgebung
Benannt ist das Boot nach dem am 14. August 1906 in Herceg Novi (italienisch Castelnuovo) geborenen Korvettenkapitän und U-Boot-Kommandanten Romeo Romei, der am 31. März 1941 bei Stromboli fiel. Ein italienisches U-Boot der US-amerikanischen Tang-Klasse war von 1974 bis 1988 nach Romeo Romei benannt.